# La millor defensa
La millor defensa (títol original: Best Defense) és una pel·lícula estatunidenca de Willard Huyck estrenada l'any 1984. Ha estat doblada al català.

## Argument
Wylie, un enginyer mediocre, descobreix un sistema especial per llançar míssils teledirigits, que pot inserir-se en un nou model de tanc que la seva empresa vol vendre a l'exèrcit. Per obtenir més rendibilitat, dos anys després es realitza una prova a l'Orient Mitjà, durant la qual, Landry, l'encarregat del test, perd el control del tanc.

## Repartiment
- Dudley Moore: Wylie Cooper
- Eddie Murphy: Tinent T.M. Landry
- Kate Capshaw: Laura Cooper
- George Dzundza: Steve Loparino
- Helen Shaver: Clar Lewis
- Mark Arnott Chris Benard): Harvey Brank
- Peter Michael Goetz: Frank Joyner
- Tom Noonan Daniel Brémont): Frank Holtzman
- David Rasche: Jeff l'agent del 'KBG'
- Paul Comi: El Cap de l'agència
- Michael Scalera: Morgan Cooper
- Darryl Henriques: Coronel Zayas, San Salvador
- Joel Educats: Primer Agent
- John A. Zee: Coronel McGuinn
- Matthew Laurance: Ali
- Christopher Maher: Sayyid